# Nage indienne
Pour les articles homonymes, voir Brasse.
La nage indienne, ou parfois brasse indienne, over arm stroke ou nage à l'indienne, est une nage se caractérisant par son asymétrie.
Elle se pratique allongée sur le côté, en deux temps ; dans un premier temps un des bras est projeté vers l'avant, pendant que l’autre bras pousse l'eau vers l'arrière dans un mouvement semblable à celui de la nage du crawl, les jambes quant à elles font simultanément un ciseau de brasse ; dans un second temps les deux mains sont ramenées au niveau du thorax alors que les jambes sont pliées vers l'avant en préparation du mouvement du ciseau.
Elle n'est aujourd'hui pas nagée dans les compétitions mais elle peut être utilisée pour les sauvetages et les longues distances, en raison de son faible coût énergétique. Cette nage, au style très différent des nages plus connues, permet de nager plus rapidement et d’économiser ses forces, tout en offrant également la possibilité de parler à quelqu'un lorsque celle-ci est pratiquée à la surface.

## Dans la culture
La nage indienne est pratiquée par le sergent-chef Chaudard, interprété par Pierre Mondy dans le film Mais où est donc passée la septième compagnie ? sorti en 1973.